# Guet-apens (film, 1949)
Pour les articles homonymes, voir Guet-apens.
Pour plus de détails, voir Fiche technique et Distribution.
Guet-apens (Conspirator) est un film d'espionnage britannique, réalisé par Victor Saville, sorti en 1949.

## Synopsis
Pendant la Guerre froide à Londres, Melinda Greyton, une jeune Américaine, épouse Michael Curragh, un major de l'armée britannique, qui se révèle en fait être un espion travaillant pour les Soviétiques.

## Fiche technique
- Titre : Guet-apens
- Titre original : Conspirator
- Réalisation : Victor Saville
- Scénario et adaptation : Sally Benson et Gerard Fairlie d'après le roman de Humphrey Slater
- Production : Arthur Hornblow Jr.
- Société de production : MGM
- Photographie : Freddie Young
- Musique : John Wooldridge
- Décors : Alfred Junge
- Pays d'origine : Grande-Bretagne
- Format : Noir et blanc
- Genre : Thriller
- Durée : 87 minutes
- Date de sortie : 24 mars 1949 (USA)

## Distribution
- Robert Taylor : Major Michael Curragh
- Elizabeth Taylor : Melinda Greyton
- Robert Flemyng : Capitaine Hugh Ladholme
- Harold Warrender : Colonel Hammerbrook
- Honor Blackman : Joyce
- Marjorie Fielding : Tante Jessica
- Thora Hird : Broaders
- Wilfrid Hyde-White : Lord Pennistone
- Marie Ney : Lady Pennistone
- Jack Allen (en) : Raglan
- Helen Haye : Lady Witheringham
- Cicely Paget-Bowman : Mme Hammerbrook
- Karel Stepanek : Radek

## Production
Comme le roman d'Humphrey Slater dont il s'inspire, ce film à vocation anticommuniste est identifié comme le premier film d'espionnage du cinéma britannique à représenter le contexte de la Guerre froide.
Pendant le tournage, lors d'une scène de baiser entre Robert Taylor et Elizabeth Taylor, l'acteur fut pris d'une érection qui perturba une partie des personnes présentes. Fort heureusement, la jeune actrice ne s'en rendit pas compte. Mary McDonald, institutrice à la MGM, l'éloigna très rapidement du plateau, prétextant une leçon d'algèbre.